# Arcidiecéze Adelaide
Arcidiecéze Adelaide je arcidiecéze římskokatolické církve, nacházející se v Austrálii.

## Území
Arcidiecéze zahrnuje část jihovýchodní Jižní Austrálie.
Arcibiskupským sídlem je město Adelaide, kde se také nachází hlavní chrám – katedrála svatého Františka Xaverského.
Rozděluje se do 58 farností, a to na 105 000 km². K roku 2015 měla 299 000 věřících, 73 diecézních kněží, 59 řeholních kněží, 12 trvalých jáhnů, 102 řeholníků a 246 řeholnic.

### Církevní provincie
Církevní provincie Adelaide zahrnuje 2 sufragánny:
- diecéze Darwin
- diecéze Port Pirie

## Historie
Dne 5. dubna 1842 byl brevem Ex debito papeže Řehoře XVI. vytvořen apoštolský vikariát Adelaide, a to z území apoštolského vikariátu New Holland and Van Diemen’s Land.
Dne 22. dubna 1842 byl vikariát povýšen na diecézi, a tím se stal sufragánnou arcidiecéze Sydney.
Roku 1845 byl z části jejího území vytvořen apoštolský vikariát King George Sounde-The Sound.
Roku 1847 získala zpátky území ze zrušeného vikariátu King George Sounde-The Sound.
Dne 10. května 1887 byla diecéze povýšena na metropolitní arcidiecézi a z části jejího území byla vytvořena diecéze Port Augusta, která se stala její sufragánnou.

## Seznam apoštolských vikářů a biskupů
- Francis Murphy (1843–1858)
- Patrick Bonaventure Geoghegan, O.F.M. (1859–1864)
- Laurence Bonaventure Sheil, O.F.M. (1866–1872)
- Christopher Augustine Reynolds (1873–1893)
- John O'Reilly (1895–1915)
- Robert William Spence, O.P. (1915–1934)
- Andrew Killian (1934–1939)
- Matthew Beovich (1939–1971)
- James William Gleeson (1971–1985)
- Leonard Anthony Faulkner (1985–2001)
- Philip Edward Wilson (2001–2018)
  - Gregory O'Kelly, S.J. (2018–2020) (apoštolský administrátor)
- Patrick Michael O'Regan (od 2020)